# Aeroportul Stauning Vestjylland
Aeroportul Stauning Vestjylland (IATA: STA, ICAO: EKVJ) este un aeroport din Ringkøbing-Skjern Municipality⁠(d), Regiunea Midtjylland, Danemarca.
Situat la o altitudine de 5 m, aeroportul dispune de o singură pistă.